# Liste der Städte in Massachusetts nach Einwohnerzahl

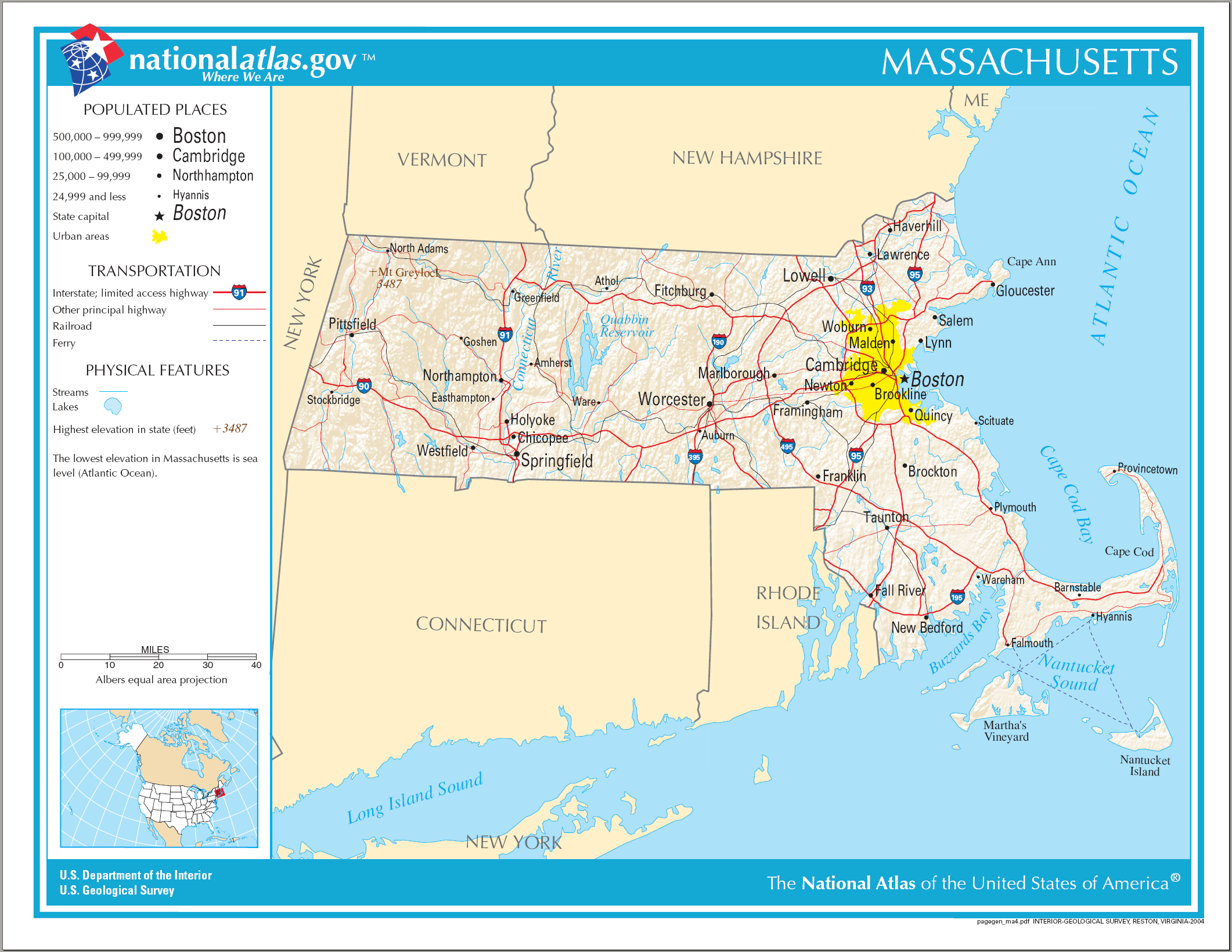
Karte von Massachusetts

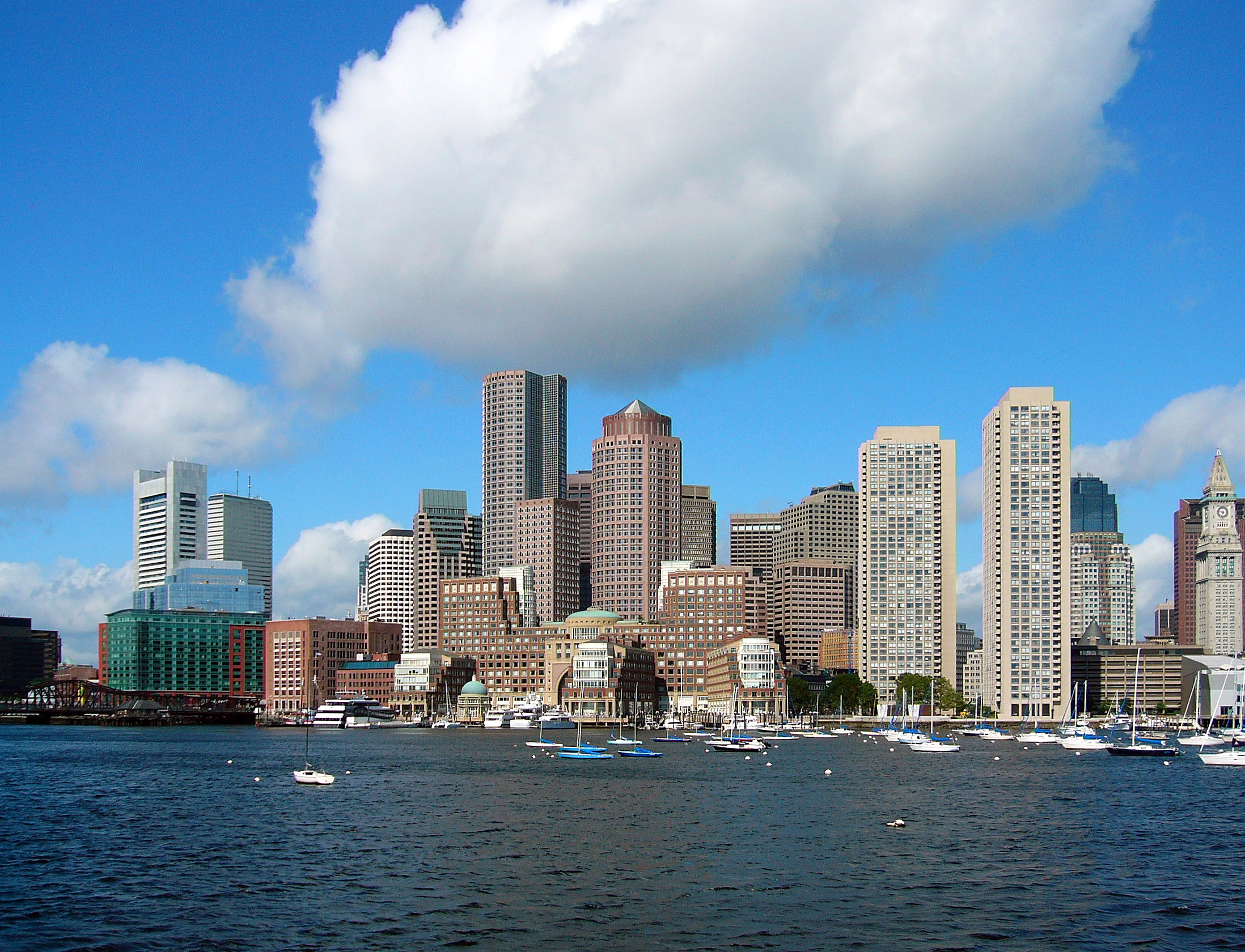
Skyline Bostons

 Die Liste der Städte in Massachusetts nach Einwohnerzahl enthält alle Orte im US-Bundesstaat Massachusetts sortiert nach ihrer Einwohnerzahl, die mindestens eine Bevölkerung von 50.000 aufweisen.
Stand 1. April 2020
| Rang | Stadt       | County    | Einwohnerzahl |
| ---- | ----------- | --------- | ------------- |
| 1    | Boston      | Suffolk   | 675.647       |
| 2    | Worcester   | Worcester | 206.518       |
| 3    | Springfield | Hampden   | 155.929       |
| 4    | Cambridge   | Middlesex | 118.403       |
| 5    | Lowell      | Middlesex | 115.554       |
| 6    | Brockton    | Plymouth  | 105.643       |
| 7    | Quincy      | Norfolk   | 101.636       |
| 8    | Lynn        | Essex     | 101.253       |
| 9    | New Bedford | Bristol   | 101.079       |
| 10   | Fall River  | Bristol   | 94.000        |
| 11   | Lawrence    | Essex     | 89.143        |
| 12   | Newton      | Middlesex | 88.923        |
| 13   | Somerville  | Middlesex | 81.045        |
| 14   | Framingham  | Middlesex | 72.362        |
| 15   | Haverhill   | Essex     | 67.787        |
| 16   | Malden      | Middlesex | 66.263        |
| 17   | Waltham     | Middlesex | 65.218        |
| 18   | Brookline   | Norfolk   | 63.191        |
| 19   | Revere      | Suffolk   | 62.186        |
| 20   | Medford     | Middlesex | 59.659        |
| 21   | Taunton     | Bristol   | 59.408        |
| 22   | Weymouth    | Norfolk   | 57.437        |
| 23   | Chicopee    | Hampden   | 55.560        |
| 24   | Peabody     | Essex     | 54.481        |
| 25   | Methuen     | Essex     | 53.059        |

## Quelle
- citypopulation.de